# Hubert Pavézka
Hubert Pavézka (1886 Slavkov u Brna – 19. února 1943 Breslau) byl moravský podnikatel a odbojář z období druhé světové války popravený nacisty.

## Život

### Před druhou světovou válkou
Hubert Pavézka se narodil v roce 1886 ve Slavkově u Brna v rodině obchodníka Františka Pavézky a jeho ženy Eleonory. Vyučil se zámečníkem. Po první světové válce se přestěhoval do Hranic, kde si pořídil dům a kde v roce 1923 zřídil zámečnickou dílnu, která se postupem času rozšířila na instalatérský závod s cca padesáti zaměstnanci. Hubert Pavézka byl činný i společensky, byl členem Sokola, ochotničil a pořádal městské a okresní akce.

### Druhá světová válka
Po německé okupaci v březnu 1939 vstoupil Hubert Pavézka do protinacistického odboje. V dubnu 1939 byl účastníkem zakládající schůze hranické pobočky Obrany národa pod vedením Otakara Zahálky a následně Václava Pukla. Úkolem Huberta Pavézky bylo zajištění zbraní a munice pro uvažované povstání. Ty získal společně s rtm. Janem Čechem zcizením v hranických dělostřeleckých kasárnách a v Olomouci, trhaviny získal v lomu Skalka nedaleko Hranic. Za svou činnost byl zatčen gestapem a postupně vězněn na brněnských Kounicových kolejích, koncentračních táborech Dachau a Buchenwald a v Breslau, kde byl dne 19. února 1943 popraven. Ve stejný den a na stejném místě byl popraven i Václav Pukl.